# 薛真
薛真（1441年—？），字大正，山西大同府大同縣人，軍籍。明朝政治人物。進士出身。

## 生平
山西鄉試第八名。成化八年（1472年）壬辰科會試第一百十七名，殿試登進士第三甲第一百六十一名。

## 家族
曾祖父薛慶甫。祖父薛文義。父亲薛黼，曾任禮科給事中。